# Sör-Ämten, Närke
Sör-Ämten är en sjö i Lekebergs kommun i Närke och ingår i Göta älvs huvudavrinningsområde. Sjön är 9,2 meter djup, har en yta på 0,175 kvadratkilometer och befinner sig 155,2 meter över havet.
Sjön ingår i naturreservatet Ugglehöjden.

## Delavrinningsområde
Sör-Ämten ingår i det delavrinningsområde (657666-143080) som SMHI kallar för Mynnar i Möckeln. Medelhöjden är 146 meter över havet och ytan är 40,91 kvadratkilometer. Räknas de 7 avrinningsområdena uppströms in blir den ackumulerade arean 126,51 kvadratkilometer. Valån (Kärmälven) som avvattnar avrinningsområdet har biflödesordning 3, vilket innebär att vattnet flödar genom totalt 3 vattendrag innan det når havet efter 286 kilometer. Avrinningsområdet består mestadels av skog (76 procent) och sankmarker (10 procent). Avrinningsområdet har 3,02 kvadratkilometer vattenytor vilket ger det en sjöprocent på 7,4 procent.